# Federación Internacional de Sociedades de la Cruz Roja y de la Media Luna Roja

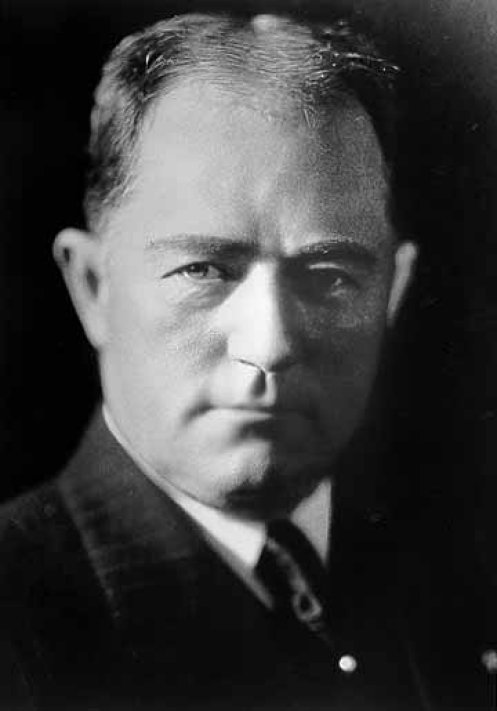
Henry Pomeroy Davison, fundador de la Liga de Sociedades de la Cruz Roja.
(Picture from: www.redcross.int)

La Federación Internacional de la Cruz Roja y la Media Luna Roja (Federación Internacional) (IFRC) es una organización humanitaria fundada el 5 de mayo de 1919 en París tras la Primera Guerra Mundial. 
Se observó la necesidad de crear una organización que agrupara a las distintas sociedades nacionales de la Cruz Roja y de la Media Luna Roja en materia de cooperación y ayuda.
Fue Henry Pomeroy Davison, presidente del Comité de Guerra de la Cruz Roja Americana, quien propuso formar una agrupación de Sociedades Nacionales. De una conferencia médica internacional convocada por Davison, en donde participaron las Sociedades Nacionales de la Cruz Roja de Francia, Gran Bretaña, Italia, Japón y Estados Unidos, nació la Liga de Sociedades de la Cruz Roja, rebautizada en octubre de 1983 como Liga de Sociedades de la Cruz Roja y de la Media Luna Roja y convertida en noviembre de 1991 en la Federación Internacional de Sociedades de la Cruz Roja y de la Media Luna Roja, como es conocida hoy en día.
El primer objetivo de la Federación fue mejorar el estado de salud de los ciudadanos de aquellos países que tanto habían sufrido durante los cuatro años de guerra. Sus objetivos eran fortalecer y unir a las Sociedades de la Cruz Roja ya existentes para llevar a cabo actividades sanitarias y promover la creación de nuevas sociedades.
El Movimiento Internacional de la Cruz Roja y de la Media Luna Roja está constituido por todas las organizaciones relacionadas con la Cruz Roja y la Media Luna Roja, a saber: 
- El Comité Internacional de la Cruz Roja (CICR)
- La Federación Internacional de la Cruz Roja y la Media Luna Roja (IFRC)
- Las Sociedades Nacionales de la Cruz Roja y la Media Luna Roja.

## Historia

### Fundación
En 1919, representantes de las Sociedades Nacionales de la Cruz Roja de Gran Bretaña, Francia, Italia, Japón y los EE. UU. se reunieron en París para fundar la Liga de Sociedades de la Cruz Roja (LSCR) cuyos objetivos enunciados era "fortalecer y unir, para actividades de salud, a las ya existentes Sociedades de la Cruz Roja y de promover la creación de nuevas sociedades". La idea original fue propuesta por Henry Pomeroy Davison, entonces presidente de la Cruz Roja Americana y secundada por el general británico sir David Henderson, que se convirtió en el director general. Esta organización, dirigida por la Cruz Roja Americana, amplió las actividades internacionales del Movimiento de la Cruz Roja más allá de la misión estricta del Comité Internacional de la Cruz Roja (CICR) para incluir la asistencia de socorro en respuesta a situaciones de emergencia que no fueron causados por los conflictos armados (como el hambre o desastres naturales). La Cruz Roja Americana ya tenía una gran experiencia en la misión de socorro que se remonta a su fundación.[cita requerida]
La formación de la Liga, como una organización internacional de la Cruz Roja adicional, junto con el CICR, no estuvo exenta de polémica por varias razones. El CICR tuvo, en cierta medida, las preocupaciones válidas sobre una posible rivalidad entre las dos organizaciones. La fundación de la Liga fue visto como un intento de socavar la posición de liderazgo del CICR dentro del Movimiento y para transferir gradualmente las tareas y competencias de una institución multilateral. Además de eso, todos los miembros fundadores de la Liga eran las Sociedades Nacionales de los países del bloque aliado o de los socios asociados a este. Los estatutos originales de la Liga, de mayo de 1919, debido a los esfuerzos de Henry P. Davison, contenían reglamentos que dieron las cinco sociedades fundadoras para un estatus más privilegiado y el derecho de excluir de forma permanente a las Sociedades Nacionales de la Cruz Roja de los países de las potencias centrales, como Alemania, Austria, Hungría, Bulgaria, Turquía, y  la Sociedad Nacional de la Cruz Roja de Rusia. Estas normas son contrarias a los principios de la Cruz Roja de Universalidad y de Igualdad entre todas las Sociedades Nacionales, una situación en principio, que fomentó las preocupaciones del Comité Internacional.

### Inicio de las misiones
La primera misión de asistencia de socorro organizado por la Liga era una misión de ayuda para las víctimas del hambre y la posterior epidemia de tifus en Polonia. Sólo cinco años después de su fundación, la Liga ya había emitido 47 apelaciones de donación para las misiones en 34 países, una indicación impresionante de la necesidad de este tipo de trabajo de la Cruz Roja. La suma total recaudada por estas apelaciones alcanzó 685 millones de francos suizos, que fueron utilizados para llevar suministros de emergencia a las víctimas de la hambruna en Rusia, Alemania, y Albania; terremotos en Chile, Persia, Japón, Colombia, Ecuador, Costa Rica y Turquía; y los flujos de refugiados en Grecia y Turquía. La primera misión de desastre a gran escala de la Liga se produjo después del terremoto de 1923 en Japón, que mató a unas 200.000 personas y dejó a muchos más heridos y sin refugio. Debido a la coordinación de la Liga, la Cruz Roja de Japón recibió mercancías desde sus sociedades hermanas que alcanzan un valor total de alrededor de $ 100 millones. Otro nuevo e importante campo iniciado por la Liga fue la creación de trabajo de los jóvenes de la Cruz Roja en las Sociedades Nacionales.

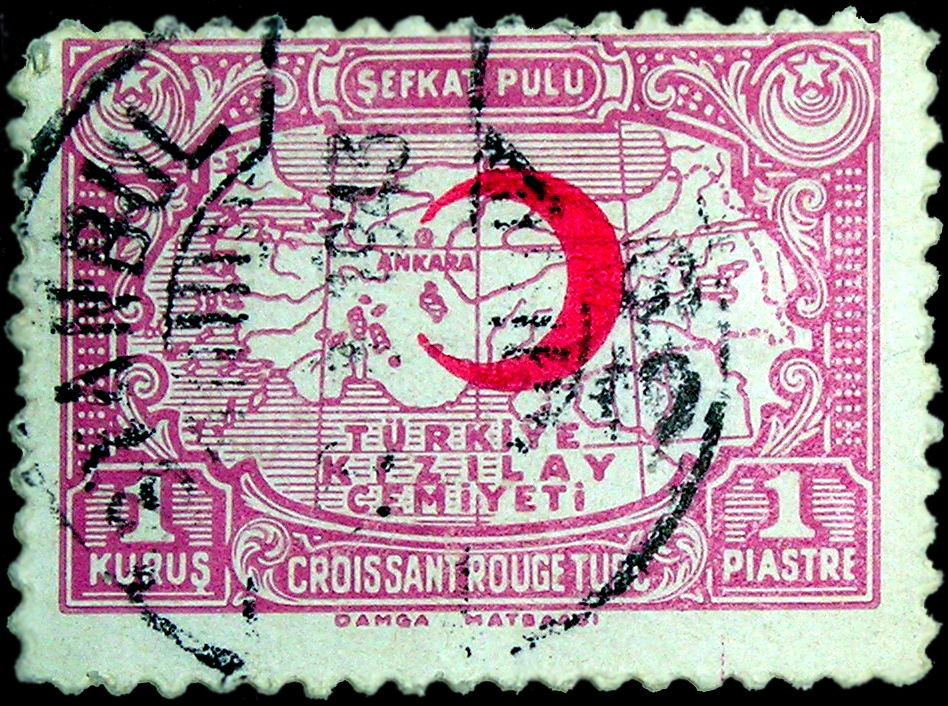
Un sello de Turquía en apoyo de la Media Luna Roja, 1938.

Una misión conjunta del CICR y de la Liga en la guerra civil rusa 1917-1922 marcó la primera vez que el movimiento estaba involucrado en un conflicto interno , aunque todavía sin un mandato explícito de los Convenios de Ginebra. La Liga, con el apoyo de más de 25 Sociedades Nacionales, organizó misiones de asistencia y  distribución de alimentos y otros bienes de ayuda para las poblaciones civiles afectadas por el hambre y la enfermedad. El CICR trabajó con la Cruz Roja de Rusia y más tarde la Sociedad de la Unión Soviética, constantemente haciendo hincapié en la neutralidad del CICR. En 1928, el "Consejo Internacional " fue fundado para coordinar la cooperación entre el CICR y la Liga, una tarea que fue tomada más tarde por la "Comisión Permanente ". En el mismo año, se aprobó un estatuto común para el Movimiento, que define las funciones respectivas del CICR y de la Liga en el Movimiento.
Durante la guerra de Abisinia entre Etiopía e Italia 1935-1936 , la Liga contribuyó con suministros de ayuda de un valor de alrededor de 1,7 millones de francos suizos. Debido a que el régimen fascista italiano Benito Mussolini se negó bajo cualquier tipo de cooperación con la Cruz Roja, estos bienes fueron entregados únicamente a Etiopía. Durante la guerra, se estima que 29 personas perdieron la vida, al estar bajo la protección explícita del símbolo de la Cruz Roja, la mayoría de ellos debido a los ataques por parte del ejército italiano. Durante la Guerra Civil en España (1936-1939), la Liga, una vez más, se unió fuerzas con el CICR con el apoyo de 41 Sociedades Nacionales. En 1939 al borde de la Segunda Guerra Mundial, la Liga se trasladó su sede de París a Ginebra para tomar ventaja de la neutralidad suiza.

### Después de la Segunda Guerra Mundial
En 1952, la ley 1928 del Movimiento fue revisado por primera vez.
En la década de 1960, hubo un marcado aumento en el número de Sociedades Nacionales de la Media Luna Roja y la Cruz Roja reconocido debido a la descolonización. A finales de la década de 1960, había más de 100 sociedades en todo el mundo. El 10 de diciembre de 1963, la aún Liga de Sociedades de la Cruz Roja y el CICR recibieron conjuntamente el Premio Nobel de la Paz.
En 1983, la Liga se renombró como "Liga de Sociedades de la Cruz Roja y Media Luna Roja" para reflejar el número creciente de Sociedades Nacionales que opera bajo el símbolo de la Media Luna Roja. Tres años más tarde, los siete Principios Fundamentales del Movimiento, fueron finalmente adoptados en 1965 y se incorporaron en sus estatutos. El nombre de la Liga fue cambiado otra vez en 1991 a su actual denominación oficial de la "Federación Internacional de Sociedades de la Cruz Roja y la Media Luna Roja". En 1997, el CICR y la FICR firmaron el Acuerdo de Sevilla, que define además las responsabilidades de ambas organizaciones dentro del Movimiento.
En 2004, la Federación Internacional inició su misión más grande hasta la fecha después de la catástrofe del tsunami en Asia del Sur. Más de 40 Sociedades Nacionales han trabajado con más de 22.000 voluntarios para llevar alivio a las innumerables víctimas que quedan sin alimento y refugio.

## Actividades y responsabilidades
La Federación Internacional coordina entre las Sociedades Nacionales de la Cruz Roja y la Media Luna Roja en todo el mundo. La Federación Internacional junto con el CICR presta apoyo a la fundación de nuevas Sociedades Nacionales en países donde no existe la sociedad oficial. Una Sociedad Nacional es admitida como miembro de la Federación Internacional sólo después de que se reconoce por el CICR.
La Federación Internacional coopera con las Sociedades Nacionales de los países afectados - llamada la  Sociedad Nacional Receptora  (SNR) -, así como las Sociedades Nacionales de otros países dispuestos a ofrecer asistencia - llamados  Sociedades Nacionales Participantes  (SNP) . Entre las 190 Sociedades Nacionales admitidas por la Asamblea General de la Federación Internacional como miembros de pleno derecho u observadores, trabajan cerca de 25-30 regularmente como SNP en otros países. Los más activos son la Cruz Roja Americana, la Cruz Roja Británica, la Cruz Roja Alemana y las Sociedades de Cruz Roja de Suecia y Noruega. Otra misión importante de la Federación Internacional, que ha ganado la atención en los últimos años es su compromiso de trabajar hacia una codificada, prohibición mundial del uso de minas terrestres y brindar apoyo médico, psicológico y social de las personas lesionadas por vía terrestre minas.
Las tareas indicadas de la Federación Internacional pueden resumirse como sigue:
- Promover los principios y valores humanitarios
- Apoyar a las Sociedades Nacionales
- Apoyar proyectos en los que se dispone de fondos

El Movimiento de la Cruz Roja y Media Luna Roja es la red humanitaria más grande del mundo con:
- Cerca de 14 millones de voluntarios
- Más de 415.000 empleados pagados
- Más de 160.000 unidades locales / sucursales de la Cruz Roja y de la Media Luna Roja
- 33.9 millones de personas que han donado sangre para los servicios de sangre de la Sociedad Nacional en todo el mundo
- Más de 77,2 millones de personas beneficiadas en 2012 por los programas de desarrollo a largo plazo
- Un total de ingresos de más de 31,4 millones de francos suizos en 2012, con los gastos totales que eran algo más de 31,1 millones de francos suizos

## Cristal Rojo tercer emblema reconocidos por el Convenio de Ginebra

Cristal Rojo.

Aparte de la cruz roja y la media luna roja, en 2005 se ha escogido un nuevo emblema, el Cristal Rojo, denominado oficialmente como el "Emblema del Protocolo III". Las reglas para usar este nuevo emblema son las siguientes:
- En su propio territorio nacional, una sociedad nacional puede usar uno de los símbolos reconocidos o incorporar uno de esos símbolos o una combinación de ellos en el cristal rojo. Además, una sociedad nacional puede elegir mostrar un emblema anterior y efectivamente usado, después de comunicarlo oficialmente a los estados del Convenio de Ginebra.
- Para uso indicativo en territorio extranjero, una sociedad nacional que no use uno de los emblemas reconocidos como propio tiene que incorporar su único emblema dentro del cristal rojo, basado en la condición anteriormente mencionada sobre comunicar oficialmente su único emblema al Convenio de Ginebra.
- Para protección, sólo se puede usar el emblema reconocido por el Convenio de Ginebra. Específicamente, aquellas sociedades nacionales que no usen uno de los emblemas reconocidos como propio tendrán que usar el cristal rojo sin incorporar ningún emblema adicional.